# Natalija Eder

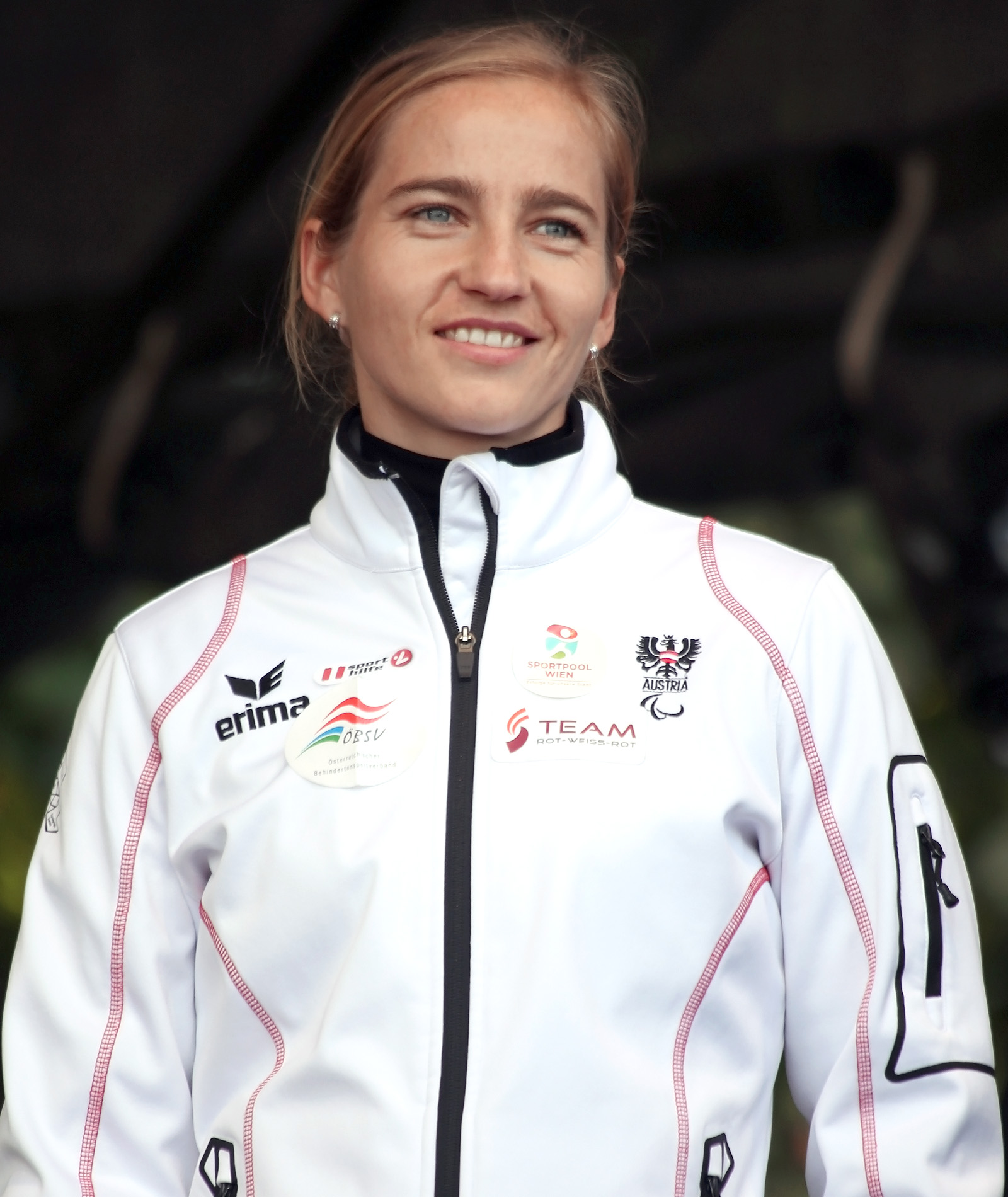
Natalija Eder (2013)

Natalija Eder (* 6. August 1980 als Natalija Ivaniuk in Tichowolja, Weißrussische SSR, Sowjetunion) ist eine österreichische sehbehinderte paralympische Athletin, die hauptsächlich an F12-Wurfwettbewerben teilnimmt.

## Leben
Eder begann 1997 mit dem paralympischen Sport, als sie noch in ihrem Heimatland Belarus lebte. 2003 zog sie nach Österreich und vertrat das Land bei den Sommer-Paralympics 2012 in London, wo sie eine Bronzemedaille im Speerwurf gewann. Auch bei IPC-Welt- und Europameisterschaften hat Eder bereits Medaillen gewonnen. 2013 zog Eder aus Pruggern in die Marktgemeinde Gröbming um.
Bei den Sommer-Paralympics 2024 in Paris holte sie nach 2012 in London und 2016 in Rio de Janeiro erneut die Bronzemedaille im Speerwurf.

## Erfolge
- März 2003 Silbermedaille im Fünfkampf, Europameisterschaft in den Niederlanden
- 2009 Staatsmeisterin 400-m-Lauf
- 2010 Staatsmeisterin Speerwurf und Kugelstoßen
- 2010 Weltrekord im Speerwurf in Spanien
- 2011 WM Neuseeland 4. Platz Speerwurf
- 2012 EM Niederlande 2. Platz Speerwurf
- 2012 Paralympics London Bronzemedaille Speerwurf
- 2013 WM Lyon, Frankreich 2. Platz Speerwurf
- 2014 EM Swansea, Wales 2. Platz Speerwurf
- 2015 WM Doha, Qatar 4. Platz Speerwurf
- 2016 EM Grosseto, Italien 2. Platz Speerwurf
- 2016 Paralympics Rio/Brasilien Bronzemedaille Speerwurf
- 2011–2016 Staatsmeisterin im Speerwurf
- 2021 EM Bydgoszcz 3. Platz Speerwurf
- Österreichische Rekorde; 200 m Indoor, 400 m Outdoor, Kugelstoßen, Weitsprung, Diskus und Speerwurf
- 2024 Paralympics Paris Bronzemedaille Speerwurf[3]

## Auszeichnungen
- Goldenes Verdienstzeichens der Republik Österreich überreicht vom Bundespräsident Heinz Fischer
- Goldener Rathausmann der Stadt Wien
- 2010, 2011, 2012, 2014, 2015, 2016: Behindertensportlerin des Jahres der Stadt Wien
- 7. Oktober 2016: Goldene Ehrennadel der Marktgemeinde Gröbming
- 2024: Sportler des Jahres: Auszeichnung als Behindertensportlerin des Jahres[4]